# Globonila parva
Globonila parva är en stekelart som beskrevs av Boucek 1988. Globonila parva ingår i släktet Globonila och familjen puppglanssteklar. Inga underarter finns listade i Catalogue of Life.